# 古部駅
古部駅（こべえき）は、長崎県雲仙市瑞穂町古部乙にある島原鉄道島原鉄道線の駅である。

## 歴史
- 1912年（大正元年）10月10日：開設。
- 1964年（昭和39年）9月1日：業務委託駅化。
- 1970年（昭和45年）6月30日：貨物取扱廃止。
- 時期不明：無人駅化。

## 駅構造
島式ホーム1面2線を有する地上駅。無人駅であり、駅舎は設置されていない。ホーム中程に待合所が置かれ、その大正方から駅の外への構内踏切（遮断機・警報機無し）が南側へ延びている。
構内踏切の出口を東西に挟む形で自転車置場が計2棟、また駅南側、自転車置場東側に保線等のために使われる小屋が6棟置かれている。なお、駅北側は有明海（諫早湾）に面している。

### のりば
| のりば | 路線        | 方向 | 行先                 | 備考 |
| ------ | ----------- | ---- | -------------------- | ---- |
| 1      | ■島原鉄道線 | 上り | 本諫早・諫早方面     |      |
| 2      | ■島原鉄道線 | 下り | 島原船津・島原港方面 |      |

## 利用状況
2018年度の年間乗車人員は9,113人、降車人員は11,307人であった。
近年の年間乗車人員、降車人員の推移は以下の通り。
| 年度               | 年間 乗車人員 | 年間 降車人員 |
| ------------------ | ------------- | ------------- |
| 2000年（平成12年） | 16,147        | 20,890        |
| 2001年（平成13年） | 17,865        | 20,774        |
| 2002年（平成14年） | 16,557        | 19,996        |
| 2003年（平成15年） | 13,871        | 17,349        |
| 2004年（平成16年） | 12,339        | 13,976        |
| 2005年（平成17年） | 12,845        | 14,449        |
| 2006年（平成18年） | 11,724        | 13,585        |
| 2007年（平成19年） | 9,308         | 10,631        |
| 2008年（平成20年） | 10,219        | 10,588        |
| 2009年（平成21年） | 8,828         | 9,968         |
| 2010年（平成22年） | 9,772         | 12,165        |
| 2011年（平成23年） | 9,015         | 10,308        |
| 2012年（平成24年） | 9,285         | 10,471        |
| 2013年（平成25年） | 9,162         | 12,388        |
| 2014年（平成26年） | 11,695        | 14,944        |
| 2015年（平成27年） | 11,772        | 15,110        |
| 2016年（平成28年） | 10,458        | 12,793        |
| 2017年（平成29年） | 9,001         | 10,173        |
| 2018年（平成30年） | 9,113         | 11,307        |

## 駅周辺
駅南側から少し離れた所を国道251号が通る。駅の北側は有明海（諫早湾）に面している。
- コロニーエンタープライズ - 就労継続支援A型事業所
- グループホーム暖
- みずほ電設 本社
- HOTEL AZ 長崎雲仙店
- 国道251号
- 島鉄バス古部停留所
- 船津川
- 権現川

## 隣の駅
島原鉄道
■島原鉄道線
吾妻駅 - 古部駅 - 大正駅